# 珊瑚模型店
珊瑚模型店（さんごもけいてん）は、日本の鉄道模型メーカーである。

## 概要
主に1/80スケール16.5mmゲージ（16番ゲージ）や1/87スケール12mmゲージの真鍮製鉄道模型やストラクチャーを製造、販売していた。
店主がプレス工場に勤めているときに鉄道模型社の下請けをしたのが鉄道模型との出会いで、1964年下請け仲間の誘いにより現在地に模型店を開店することになった。2年後には珊瑚模型店として本格的スタートを切った。
かつては、あずさ模型、昭栄、乗工社といったメーカーの発売元となっていたため、Nゲージやナローゲージ製品も取り扱っていた。
近年ではデアゴスティーニ・ジャパンの週刊 蒸気機関車C62を作るのディティールアップパーツの販売も行っていた。
2018年12月に閉店も、翌年頃に週一回のみの店舗営業ながらも復活をしている。

## 文献
- 「写真と図面で楽しむ鉄道模型―珊瑚模型店45年の仕事」、二玄社、2009年12月、ISBN 4544062519。
- 「写真と図面で楽しむ鉄道模型〈2〉珊瑚模型店の小宇宙」、二玄社、2012年10月、ISBN 4544062527。

| スタブアイコン | サブスタブ | この項目は、まだ閲覧者の調べものの参照としては役立たない、企業に関連した書きかけの項目です。この項目を加筆・訂正などしてくださる協力者を求めています（PJ:経済）。 |